# Trattato del Pilar
Il trattato del Pilar è un accordo firmato il 23 febbraio 1820 a Pilar da Manuel de Sarratea (governatore della Provincia di Buenos Aires) e da due degli esponenti della Liga Federal: Estanislao López (Provincia di Santa Fe) e Francisco Ramírez (Provincia di Entre Ríos). Questo patto viene considerato come l'atto di nascita dell'organizzazione federale argentina tanto che il trattato fu poi citato tra i «pactos preexistentes» nel preambolo nella Costituzione dell'Argentina approvata nel 1853.

## Premesse
A seguito della vittoria dei federales sull'esercito delle Province Unite del Río de la Plata nella Battaglia di Cepeda, il 17 febbraio 1820 il cabildo di Buenos Aires nominò Manuel de Sarratea, inviato come rappresentante dall'esercito federale, governatore. Questi, appena ricevuto l'incarico, si adoperò immediatamente per siglare un accordo con i governanti delle province vicine per porre fine alle ostilità.

## Disposizioni
Il trattato, composto da 12 articoli, stabiliva:
- unità nazionale e sistema federale per le province contraenti (art. I)
- convocazione entro 60 giorni presso San Lorenzo di un consiglio composto dai rappresentanti delle tre province incaricato di organizzare un sistema di governo centrale di tipo federalista (art. I)
- fine delle ostilità militari e ritiro degli eserciti di Santa Fe e Entre Ríos all'interno dei rispettivi confini (art. II e XI)
- aiuto militare reciproco contro l'invasione portoghese (art. III)
- libera navigazione lungo il corso dei fiumi Uruguay e Paraná (art. IV)
- amnistia per i prigionieri politici e per i prigionieri di guerra (art. V e IX)
- persecuzione dei precedenti governanti deposti per crimini contro la libertà della Nazione. (art. VII)
- libero commercio di armi e munizioni. (art. VIII)

Oltre agli articoli esistevano anche delle clausole segrete riguardanti la fornitura di armi da parte di Sarratea a Ramírez, queste dovevano servire in funzione antiportoghese, in realtà vennero utilizzate per consolidare il suo potere nella provincia.

## Conseguenze politiche
Il trattato sancì la vittoria dei federales, favorevoli al sistema federalista, sugli unitarios, sostenitori del governo centralizzato, e chiuse definitivamente l'esperienza politica del Direttorio che era iniziata nel 1814.
La figura che uscì maggiormente indebolita dalla vicenda fu tuttavia quella di José Gervasio Artigas, uno dei maggiori sostenitori del federalismo, da tempo alleato delle province di Santa Fe e Entre Ríos (Liga Federal) contro le mire accentratrici di Buenos Aires. Artigas era stato sconfitto nel gennaio del 1820 nella Battaglia di Tacuarembó dalle forze portoghesi ed era stato costretto ad abbandonare la Banda Oriental, a quel punto Ramírez e López decisero di interrompere momentaneamente il loro impegno contro l'invasione portoghese per concentrarsi sul consolidamento del potere interno, questo costò loro l'accusa di tradimento da parte di Artigas. Temendo di essere sopraffatti dalle forze portoghesi che continuavano ad avanzare i due governanti cercarono quindi un accordo politico-militare con Buenos Aires che garantisse una maggior stabilità istituzionale e una maggiore forza militare da contrapporre all'invasore nonostante questo significasse venire meno agli accordi presi con Artigas. Di fatto l'accordo siglato riguardava le tre singole province e non coinvolgeva in alcun modo la Liga Federal di cui Artigas era protettore. Va considerato inoltre che Ramírez siglò il trattato con la qualifica di «Gobernador de la Provincia de Entre Ríos» benché formalmente fosse solo il comandante dell'esercito e amministrasse il territorio in qualità di luogotenente di Artigas, sintomo evidente di come quest'ultimo fosse stato completamente messo in disparte. La situazione di tensione sfociò in seguito in un conflitto armato tra Artigas e Ramírez per il controllo dell'Entre Ríos.
Il trattato del Pilar fu poi seguito dal trattato del Quadrilatero del 25 gennaio 1822 e dal Pacto Federal del 4 gennaio 1831, tutti documenti che composero la base per la stesura della Costituzione dell'Argentina.